# Marion Wallace Dunlop
Marion Wallace Dunlop, née le 22 décembre 1864 à Inverness (Écosse) et morte le 12 septembre 1942 à Guildford, en Angleterre, est une artiste et suffragette britannique. Elle a été la première et l'une des suffragettes britanniques les plus connues à mener une grève de la faim, le 5 juillet 1909.

## Biographie
Marion Wallace Dunlop naît à Leys Castle, Inverness. Elle est la fille de Robert Henry Wallace Dunlop, haut fonctionnaire du Raj et de sa deuxième épouse, Lucy Wallace Dunlop née Dowson. Son père quitte le service actif en Inde l'année de sa naissance et la famille s'installe à Ealing, près de Londres. Marion Wallace Dunlop fait des études d'art à la Slade School of Fine Art à Londres, et expose ses œuvres à la Royal Academy en 1903, 1905 et 1906, et au Royal Glasgow Institute of Fine Arts en 1903. Elle a illustré Fairies, Elves, and Flower Babies de Marion Rivett Carnac et The Magic Fruit Garden, publiés en 1899. 
Elle soutient les revendications suffragistes dès 1900 dans la Central Society for Women's Suffrage, et est membre du cercle de femmes de la Fabian Society de 1906 à 1913. Elle rejoint la Women's Social and Political Union en 1908. Elle est emprisonnée une première fois à Holloway, en juillet 1908 pour « obstruction », puis de nouveau, en novembre de la même année. Elle est arrêtée une troisième fois en juin 1909, pour avoir inscrit sur un mur de la Chambre des communes un passage de la Déclaration des droits qui indiquait : « It is the right of the subject to petition the King, and all commitments and prosecutions for such petitioning are illegal » (C'est le droit du sujet d’adresser une pétition au roi, et tous les engagements et poursuites pour une telle pétition sont illégaux). 
Elle est de nouveau incarcérée à la prison de Holloway et commence une grève de la faim. Christabel Pankhurst témoigne de sa demande, adressée au secrétaire d'État à l'Intérieur, Herbert Gladstone, dès son incarcération dans la prison de Holloway, pour être placée en première division, celle qui reçoit les prisonniers politiques. Marion Wallace Dunlop indique sa détermination à poursuivre son action jusqu'à ce que ce droit lui soit concédé et elle est libérée après 91 heures de jeûne. Frederick Pethick-Lawrence lui écrit le 5 juillet pour témoigner de son émotion à l'égard de son « action héroïque ». 
Marion Wallace Dunlop a reçu une Hunger Strike Medal « pour la vaillance » de la WSPU.
Elle participe à l'organisation de différentes processions suffragistes en 1910 et 1911, et participe à la campagne de bris de vitres en 1911, ce qui provoque son emprisonnement. Après la guerre, elle se retire à la campagne, à Peaslake, près de Guildford, dans le Surrey. Elle porte le cercueil d'Emmeline Pankhurst en 1928 et prend soin de sa fille adoptive. Elle meurt le 12 septembre 1942 dans une maison de santé de Guildford.

## Galerie

Marion Wallace Dunlop
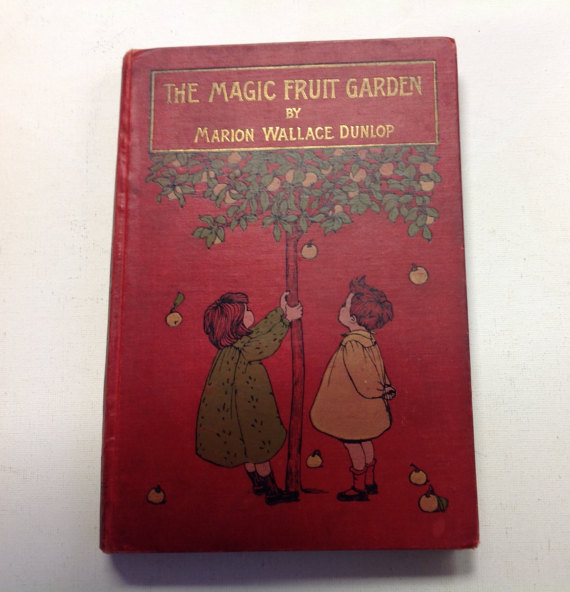
The Magic Fruit Garden (1903).
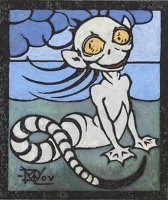
A Glaring Demon (1906).
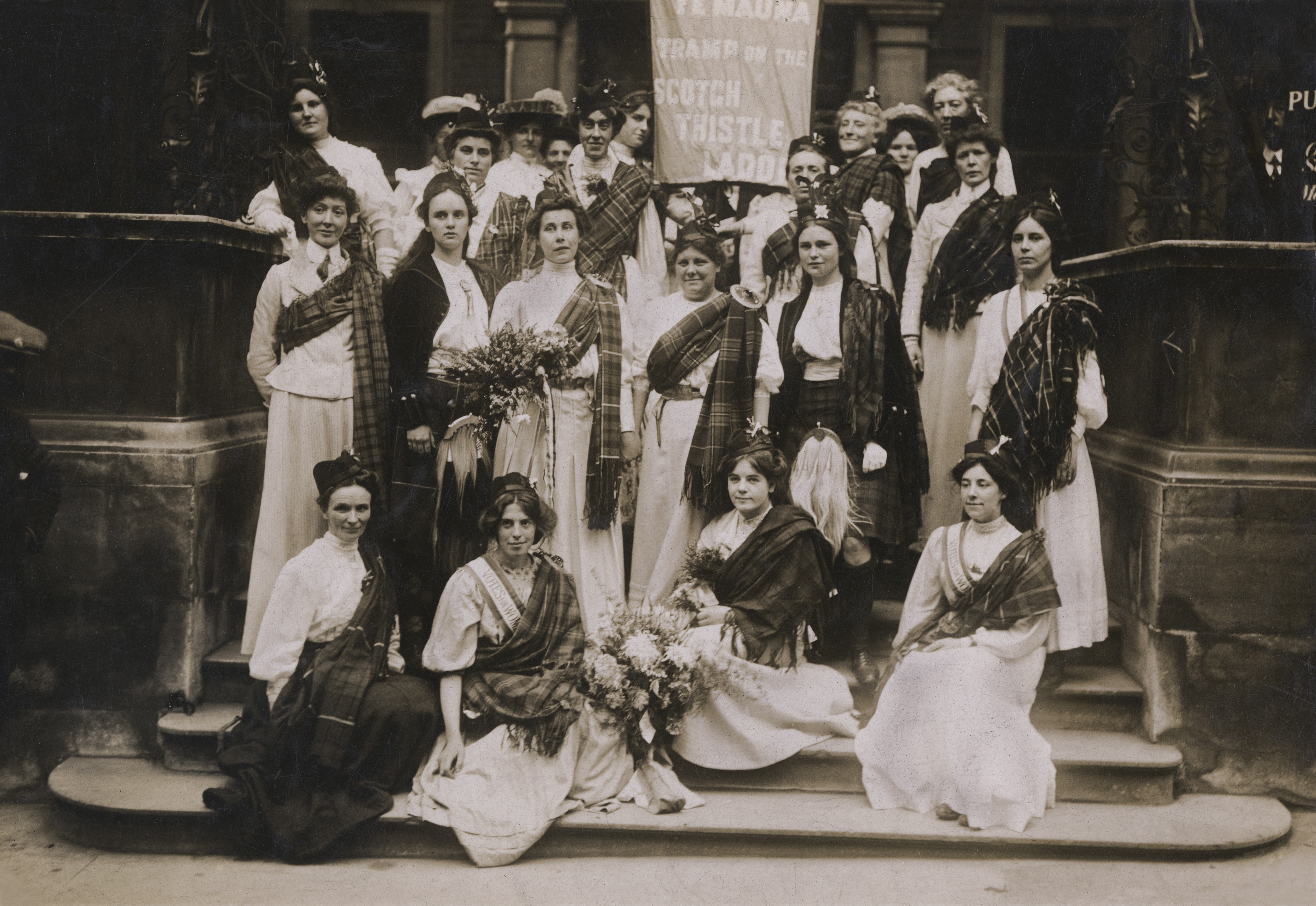
Suffragettes en tartan réunies pour la libération de Mary Phillips (1908).
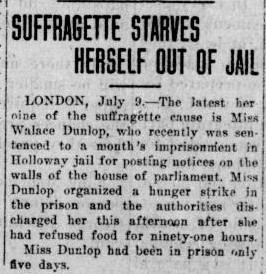
Article sur la grève de la faim, 10 juillet 1909, Arizona Silver Belt.
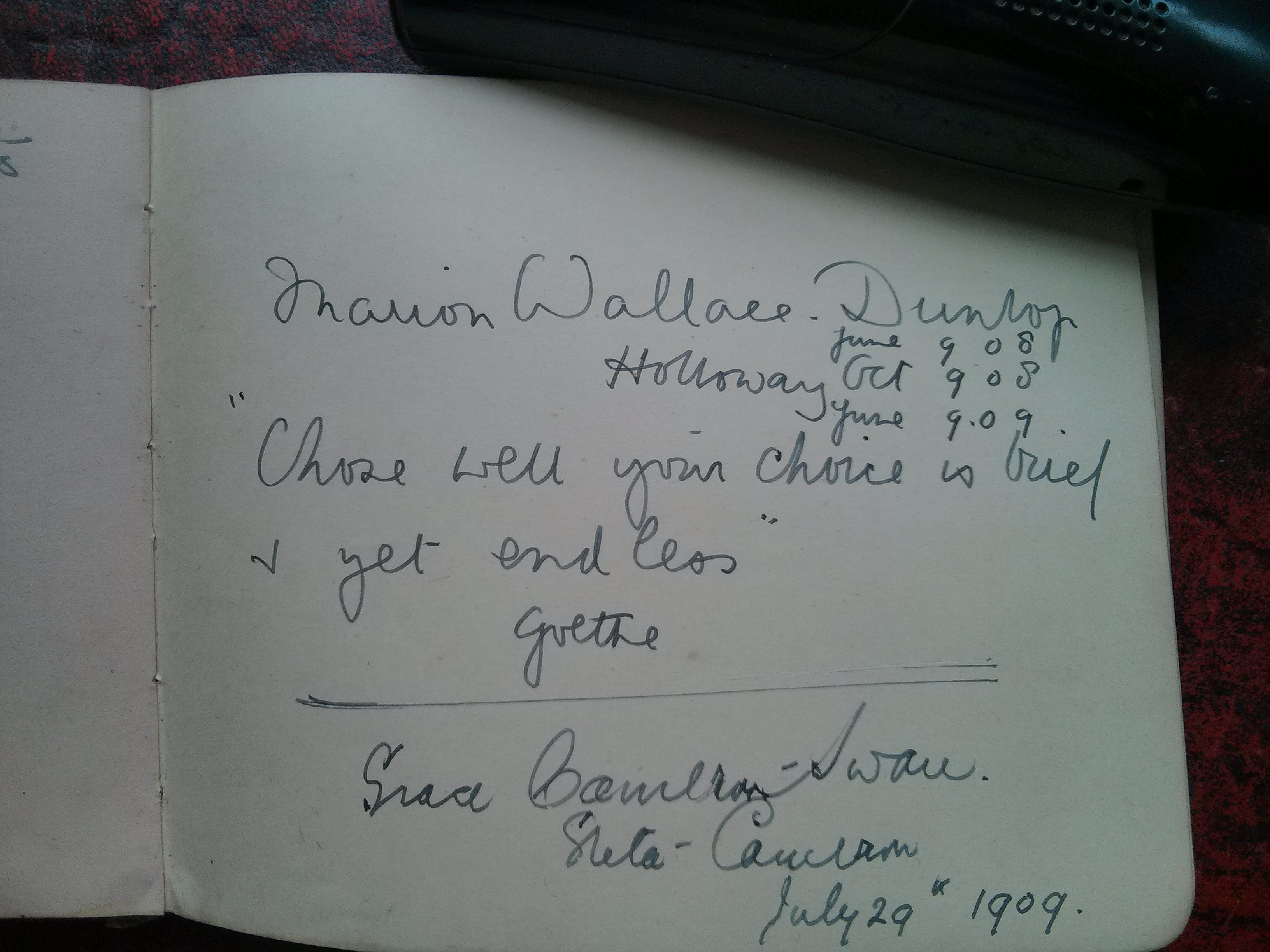
Dédicace sur le cahier de Mabel Capper (1909).
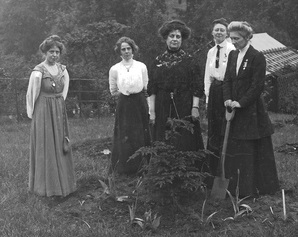
Elle est à la première en partant de la droite, et porte sa Hunger Strike Medal (1911).